# Edith Claypole
Edith Jane Claypole (1 de enero de 1870 – 27 de marzo de 1915) fue una fisióloga y patóloga estadounidense. Fue profesora del Wellesley College. Estudió y trabajó en la Universidad de California, que ha creado en su honor el Edith Claypole Memorial Research Fund in Pathology

## Biografía
Edith nace en 1870 en Brístol con su hermana melliza Agnes Claypole Moody. Eran hijas del geólogo y paleontólogo Edward Waller Claypole y de su mujer Jane, que fallece poco después de sus nacimientos. Edward vuelve a casarse y la familia se muda a Akron (Ohio). La pareja educó en casa a las niñas hasta su entrada al Buchtel College, y luego en la Universidad de Akron. 
Las mellizas obtienen la licenciatura en filosofía en 1892. Edith sigue en la Universidad Cornell, donde hace la maestría en leucocitos. Diplomada en 1893, es profesora de fisiología y de histología en el Wellesley College de 1894 a 1899. En 1899, se une al Departamento médico de Cornell, mudándose a Pasadena (California) en 1901.
En 1904, se doctora en medicina por la Universidad de California en San Francisco. Especializada en patología, ejerce en Pasadena y Los Ángeles durante 8 años.
En enero de 1912, Edith fue contratada por el Departamento de patología de la Universidad de California en Berkeley, trabajando bajo la dirección de Frederick Parker Gay.
A demanda de William Osler y en consideración de la necesidad del ejército durante la Primera Guerra Mundial, Claypole busca una inmunización a la fiebre tifoidea. Aunque vacunada, su exposición constante al patógeno la llevó a la muerte al provocarle finalmente una infección intestinal y apendicitis.